# كلاوس بير
كلاوس بير (بالألمانية: Klaus Beer)‏ (و. 1942  م) هو منافس ألعاب قوى من ألمانيا الشرقية، ولد في لغنيتسا، وشارك في ألعاب قوى في الألعاب الأولمبية الصيفية 1964 – رجال قفز طويل ‏، وألعاب قوى في الألعاب الأولمبية الصيفية 1968 – رجال قفز طويل ‏.

## جوائز
حصل على جوائز منها:

وسام الاستحقاق الوطني البرونزي

## روابط خارجية
- كلاوس بير على موقع الاتحاد الدولي لألعاب القوى (الإنجليزية)
- كلاوس بير على موقع أوليمبيديا (الإنجليزية)